# Norton, Hertfordshire
Norton är en by i unparished area Letchworth, i distriktet North Hertfordshire, i grevskapet Hertfordshire i England. Byn är belägen 7 km från Hitchin. Norton var en civil parish fram till 1908 när blev den en del av Letchworth. Civil parish hade 169 invånare år 1901. Byn nämndes i Domedagsboken (Domesday Book) år 1086, och kallades då Nortone.